# Anne van den Dool
Anne Louïse van den Dool (Leiderdorp, 1993) is een Nederlands schrijver en dichter. Bij uitgeverij Querido verschenen haar romans Achterland en Vluchthaven en haar dichtbundels Wij zijn uitgeweken en Ontbindende voorwaarden. Verder publiceert zij regelmatig in literaire tijdschriften, zoals Poëziekrant, Tirade en DW B. Daarnaast werkt zij als tekstschrijver en publicist. In die hoedanigheid schrijft ze artikelen voor onder meer NRC Handelsblad, Vrij Nederland, vtwonen en Libelle. Ook is ze curator voor het Literatuurmuseum.

## Carrière
Van den Dool won op de basisschool de juryprijs van de jaarlijkse poëziewedstrijd van de Stichting Kinderen en Poëzie (SKEP) en werd meermaals opgenomen in bundels van Doe Maar Dicht Maar. Ze studeerde cum laude af aan de Universiteit Leiden in zowel Film- en Literatuurwetenschap als Neerlandistiek. In 2013 won zij de Volkskrant-schrijfwedstrijd, waarmee zij toegang kreeg tot een tweedaagse cursus van literair agentschap Sebes & Bisseling. Dit leidde tot een contract met uitgeverij Querido voor twee boeken, die respectievelijk in 2014 en 2020 verschenen. Van den Dool was hiermee de jongste auteur die ooit bij Querido debuteerde. In 2022 verscheen haar debuutbundel Wij zijn uitgeweken, in 2024 gevolgd door de dichtbundel Ontbindende voorwaarden.